# Militello Rosmarino

Ubicació de Militello Rosmarino dins de la província

Militello Rosmarino (sicilià Militieddu) és un municipi italià, dins de la ciutat metropolitana de Messina. L'any 2009 tenia 1.361 habitants. Limita amb els municipis d'Alcara li Fusi, San Fratello, San Marco d'Alunzio, Sant'Agata di Militello, Torrenova, Capo d'Orlando i Capri Leone.

## Administració
| Període | Identitat      | Partit        |
| ------- | -------------- | ------------- |
| 2008-   | Calogero Lo Re | Llista cívica |